# ミレク・トポラーネク
ミレク・トポラーネク（Mirek Topolánek、1956年5月15日 - ）は、チェコの政治家。同国元首相。

## 概要
中道右派の市民民主党に所属し、2002年11月に、のちに大統領に選出されるヴァーツラフ・クラウスの後を受けて同党党首となる。2009年3月24日に下院で不信任決議の可決されたことにより、同年5月8日に首相を辞任した。

## 経歴

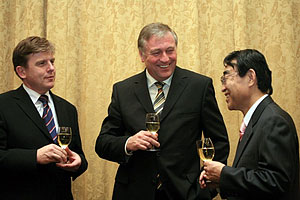
2006年12月7日、天皇誕生日祝賀レセプションにて代議院議長ミロスラフ・ブルチェク（左）、チェッコ駐箚日本国特命全権大使熊澤英昭（右）と

トポラーネクはオパヴァの軍事高等学校に通っていた。ブルノ工科大学では機械工学の課程を修了し、エンジニアの学位を取得して卒業する。1996年、トポラーネクはキプロスで中小企業の経営学養成課程のスカラシップを取得し、またチェラーコヴィツェの経営者訓練センターで企業経営学の大学院課程も履修した。
1989年に市民フォーラムに参加することで政治の世界に足を踏み入れ、1994年からは市民民主党の党員となる。トポラーネクは1991年に情報技術関連会社 VAE を共同で設立し、1996年から2003年にかけて取締役を務めていた。
トポラーネクは妻で政治家のパヴラ・トポラーンコヴァとは別居している。間に二男一女、また2人の孫がいる。趣味はテニス、ゴルフ、ラリードライビング。また読書家でもあり、スタインベック、ヘミングウェイ、クンデラを愛読する。尊敬する政治家にはウィンストン・チャーチル、マーガレット・サッチャー、ホセ・マリア・アスナールらがおり、また音楽ではチェコのフォーク歌手ヤロミール・ノハヴィツァやピンク・フロイドを好む。
2010年2月、トポラーネクと妻との離婚が成立。2010年6月、2007年以来交際してきたルツィエ・タルマノヴァーと結婚した。タルマノヴァーとの間には、2007年に生まれた息子が1人いる。

## 政歴

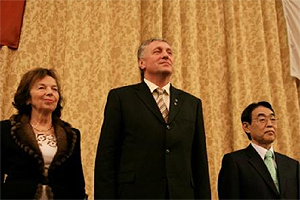
2007年12月4日、天皇誕生日祝賀レセプションにて大統領夫人リヴィア・クラウソヴァー（左）、チェッコ駐箚日本国特命全権大使熊澤英昭（右）と

トポラーネクは1996年から2004年まで上院議員を務め、そのうち2002年から2004年まで副議長を務めた。2006年6月に下院議員に選出される。この2006年6月の選挙では定数200の下院で左派系、右派系の政党があわせて100議席ずつを獲得するという拮抗した勢力図が描かれるような結果となった。トポラーネクは2006年8月16日、大統領ヴァーツラフ・クラウスから首相に指名され、いったんは市民民主党から9名、いずれの政党にも所属していない6名からなる単独政権を形成した。ところが下院でこの政権は信任を得られず、2007年1月9日まで暫定政府として政権を運営することとなった。同日、トポラーネクは第2次政権を形成し、この政権では市民民主党、緑の党とキリスト教民主同盟・チェコ人民党による中道右派の連立政権を発足させた。この政権はじつに選挙から230日後の2007年1月19日に、チェコ社会民主党の2人の議員が欠席したことで下院の信任を得ることができ、選挙後からの不安定な状況を脱して政権を運営することができるようになった。

### ミサイル防衛システム
トポラーネクはアメリカのブッシュ政権が提唱したミサイル防衛システムを強く支持しているが、ロシアからは強く反発されており、またオバマ政権は建設しないということを示唆している。

### 5つの首相優先事項
2007年10月、トポラーネクは「5つの首相優先事項」と呼ばれる概念を発表した。これは政権が受け入れた選挙期間中の政権構想の190のプロジェクトからなる10の計画分野について盛り込んだ政府声明である。市民との交流を促進させるために、トポラーネクは10の計画分野を5つの首相優先事項としてまとめたのである。その5つとは「健全な財政」「現代的で効率性の高い国家」「市民の安全を確保する安心できる国」「障壁の除去」「科学・教育の促進」である。

### 政権崩壊
2009年3月24日、政策の失敗が重なったことで、野党である社会民主党とボヘミア・モラビア共産党が代議院での主導権を握り、トポラーネク政権に対する不信任決議の可決に成功した。決議案は連立与党から4人、うちトポラーネクが党首を務める市民民主党から2人の造反が出たことで、賛成101票、反対96票で成立した。採決後、トポラーネクは次のように発言している。
（日本語仮訳）私は誰にも私を脅させようとしなかったし、実際にそのようなことはしなかった。とにかく、この事態は当たり前のことであり、政府は法規に従う。憲法の規定に従い、私は大統領に辞表を提出する。大統領もこの規定に従い、その後ふたたび私に新政府の組織を命じると思う。
不信任決議の投票結果には一部で驚きをもって受け止められ、また欧州委員会はチェコに対する信頼は変わらず、また欧州連合の議長国としての任務に影響は与えないという声明を発表した。

## 発言

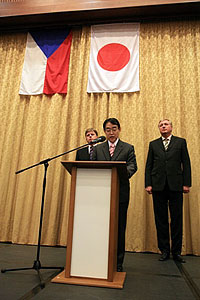
2006年12月7日、天皇誕生日祝賀レセプションにて代議院議長ミロスラフ・ブルチェク（左）、チェッコ駐箚日本国特命全権大使熊澤英昭（中央）と

トポラーネクはその発言に対して批判されており、とくに槍玉に挙げられるのは第二次世界大戦やナチの残虐行為にかかわるものである。2003年8月、トポラーネクは対立する社会民主党の綱領を "アウシュヴィッツの嘘" とこきおろした。これはチェコにおいてよく使われる表現でナチ時代を肯定する立場から聞かれる表現で、「アウシュヴィッツ＝ビルケナウ強制収容所にガス室はなかった」というナチズムの喧伝と考えられており、またチェコの法令ではホロコースト否認に対しては刑事責任が問われる。トポラーネクの発言は社会民主党の綱領がうそで固められていることを示すものであった。
さらに下院選挙を1年後に控えた2005年6月には「私からすれば長いナイフの夜というものはないと思う。夜はいつものようにやってくるだけだ」と発言している。この真意は、トポラーネクが翌月の選挙で勝利すれば政権の人事を大幅に刷新するというものであった。
2007年3月にトポラーネクは記者に対して、"Es kommt der Tag..."（ドイツ語で「その日がやってくる」の意味）ではじまる SMS のメッセージを送信している。この書き出しはチェコスロバキアのズデーデン・ドイツ党が使っていたもので、「ズデーテン地方がドイツのものになる日がやってくる」ということを指すものとして用いられていた。
また同じ年に首相という立場であるにもかかわらず、代議院で批判の集中砲火を受けたさいに中指を立てるという振る舞いを見せた。
2008年10月、トポラーネクは自らの生後15か月の息子の写真を撮っていたカメラマンを激しく衝突した。英国放送協会が報じたところでは、トポラーネクはそのカメラマンを壁に押し付けて「お前はなにをしているんだ？どうして息子の写真を撮るんだ？どういうつもりだ？」と言い迫った。
かつては欧州統合の深化に強く反発しており、チェコの新聞に対して欧州憲法条約を「クソだ」と吐き捨てるように語っていたこともあったが、リスボン条約に対しては支持する立場をとっている。